# Candeda (Carballeda de Valdeorras)
Candeda (llamada oficialmente San Bernabeu de Candeda) es una parroquia y un lugar español del municipio de Carballeda de Valdeorras, en la provincia de Orense, Galicia.

## Toponimia
La parroquia también es conocida por el nombre de San Bernabé de Candeda.

## Organización territorial
La parroquia está formada por una entidad de población:
- Candeda

## Demografía
Gráfica demográfica del lugar y parroquia de Candeda según el INE español:
| Gráfica de evolución demográfica de Candeda entre 2000 y 2022 |
|                                                               |
| Datos según el nomenclátor publicado por el INE.              |